# Sâmbăta de Sus, Brașov
Sâmbăta de Sus este satul de reședință al comunei cu același nume din județul Brașov, Transilvania, România. Se află în depresiunea Făgăraș, la poalele nordice ale Munților Făgăraș.

## Istoric
Satul Sâmbăta de Sus apare menționat documentar la 20 ianuarie 1437. La 3 aprilie 2003, satul Sâmbăta de Sus a devenit reședința noii comune Sâmbăta de Sus, care s-a separat de comuna Voila.

### Clădiri istorice
- Mănăstirea Brâncoveanu Sâmbăta de Sus, de călugări, inițial cu o biserică de lemn având dublu hram (Adormirea Maicii Domnului[3] și Izvorul Tămăduirii[4], construită în 1657, din inițiativa vornicului Preda Brâncoveanu. Între anii  1696-1707 s-a construit o biserică  de zid prin grija domnitorului Constantin Brâncoveanu. Picturile murale interioare au fost executate în 1766, de zugravii Ionașcu și Pană. Mănăstirea a fost dărâmată cu tunul de generalul habsburgic Preiss in 1785, în timpul răzmerițelor religioase din Ardeal.

Sub Mitropolitul Nicolae Bălan al Bisericii Ortodoxe Române din Ardeal, s-a început restaurarea bisericii în anul 1926, Regele Mihai I fiind al doilea ctitor al mănăstirii. Sfințirea bisericii restaurate a fost făcută în anul 1946.

Portretul Regelui Mihai este vizibil pe peretele interior din dreapta intrării în biserica mănăstirii, în stânga intrării fiind portretul Mitropolitului Nicolae Bălan. În primii ani ai comunismului din România, portretul regelui fusese acoperit cu un strat de var, devenind invizibil, întrucât se doreau șterse orice referiri la monarhia română silită să se exileze în Lumea Liberă. Portretul Regelui Mihai I este din nou vizibil din primii ani după accederea la putere a lui Nicolae Ceaușescu.
- Castelul Brâncoveanu, situat în sectorul apusean al satului Sâmbăta de Sus, ca spațiu de interes turistic. Este restaurat în 2010, primind o haină nouă dar respectând proiectul inițial și stilul brâncovenesc. Restaurarea s-a făcut cu capital privat cu acceptul ministerului culturii. Procesul de restaurare continuă la anexele castelului (casa slujitorilor, grajduri etc).

Actualul castel este ctitorie a nepoților lui Constantin Brâncoveanu. De-a lungul timpului clădirea a avut întrebuințări diverse fiind conac boieresc, casă de vacanță pentru mai marii țării, școală cu internat, tabără de vară dar și depozit de mere. Înainte de restaurare ajunse într-o stare avansată de degradare.
La 200m sud de actualul castel, pe același domeniu a existat un castel din vremea lui Constantin Brâncoveanu dar din care se păstrează doar monumentala poartă principală de acces, aflată în partea vestică a domeniului.
- "Biserica Teodor Tiron din Sâmbăta de sus apuseană". În pisania bisericii se spune că s-a ridicat această "Sfântă Biserică de către bunii creștini Nicolae și Manolache Brâncoveanu, scoborâtorii răposatului întru Domnul Constantin Vodă Brâncoveanu, la anul de la Hristos 1784, și s-a zugrăvit la anul 1795".

În anul 1954 cu binecuvântarea Mitropolitului Nicolae Bălan, protopop da Făgăraș fiind părintele Brumboiu, s-a reînnoit acoperișul, cafasul, instalația electrică și ușile pridvorului; s-a zugravit din nou, paroh fiind părintele Nicolae Toderici, de către pictorul Iosif M. Vasu din București ajutat de Ștefan Chioreanu. 
În anul 1991 cu binecuvântarea Mitropolitului Antonie Plamadeală, în timpul părintelui paroh Ștefan Popica, s-a restaurat pictura de către pictorii Gheorghe Zaharia și Virginia Taelan Videa. 
În anul 2007 s-a reparat acoperișul iar în anul 2009 exteriorul bisericii .

## Economie
La Sâmbăta de Sus, localnicii se ocupă cu cultivarea plantelor, creșterea animalelor. O parte din localnici lucrează în întreprinderi și instituții din localități apropiate: Victoria, Făgăraș, precum și la Stațiunea Climaterică din localitate.
Unii localnici au lucrat la S. C. Gouda Gold S. R. L., producătoare de brânzeturi de tip olandez, dar aceasta s-a închis.
În localitate funcționează un număr de mici firme de comerț.
Infrastructura oferă rețele de telefonie fixă și mobilă, internet, gaze naturale, televiziune prin cablu, rețele de apă curentă, două șosele de interes județean (Perșani - Victoria și Sâmbăta de Jos - Stațiunea Climaterică Sâmbăta). Se prevede construirea unor rețele de canalizare.

## Instituții de învățământ
La Sâmbăta de Sus funcționează o grădiniță și o școală generală.

## Personalități
- Arsenie Boca (* 1910 - † 1989), ieromonah, stareț al Mănăstirii din Sâmbăta de Sus, îndrumător spiritual al românilor din Țara Făgărașului;
- Laurențiu (Liviu) Streza, născut la 12 octombrie 1947, arhiepiscop și mitropolit ortodox al Ardealului, este fiu al satului Sâmbăta de Sus.

## Monumente
În parcul din Sâmbăta de Sus Răsăriteană a fost amplasat un bust al lui Constantin Brâncoveanu.

## Imagini

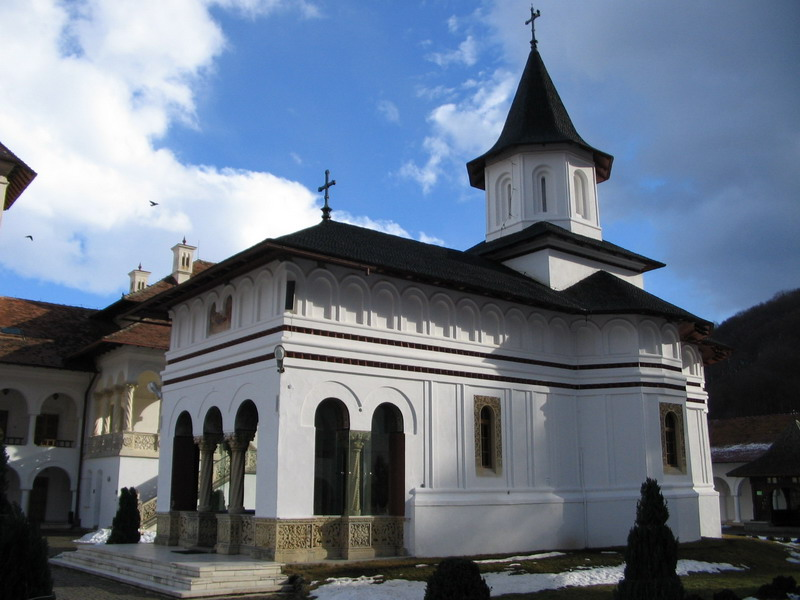
Biserica Brâncoveanu a Mănăstirii Sâmbăta de Sus
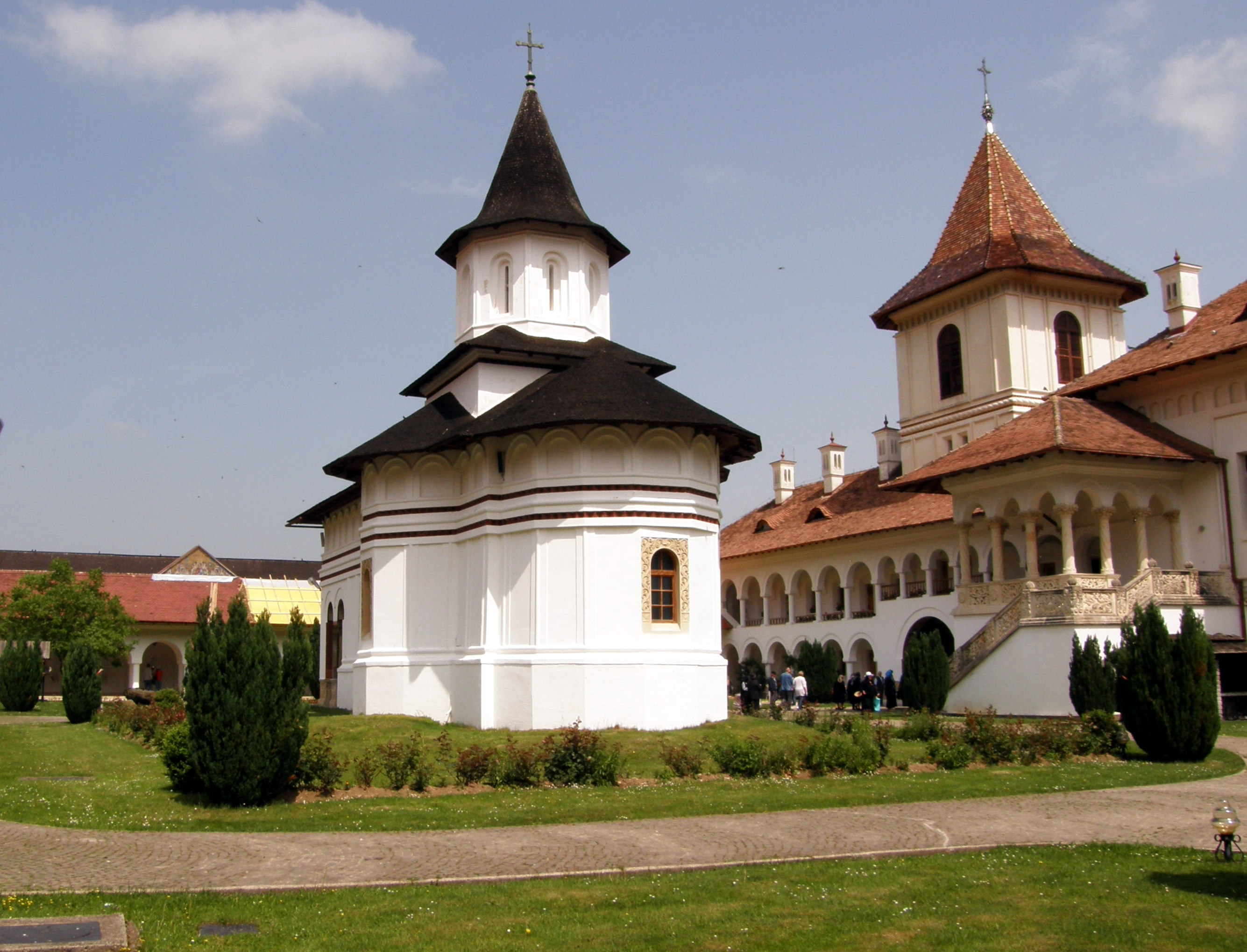
Interior din cadrul Mănăstirii Brâncoveanu, Sâmbata de Sus, jud. Brasov
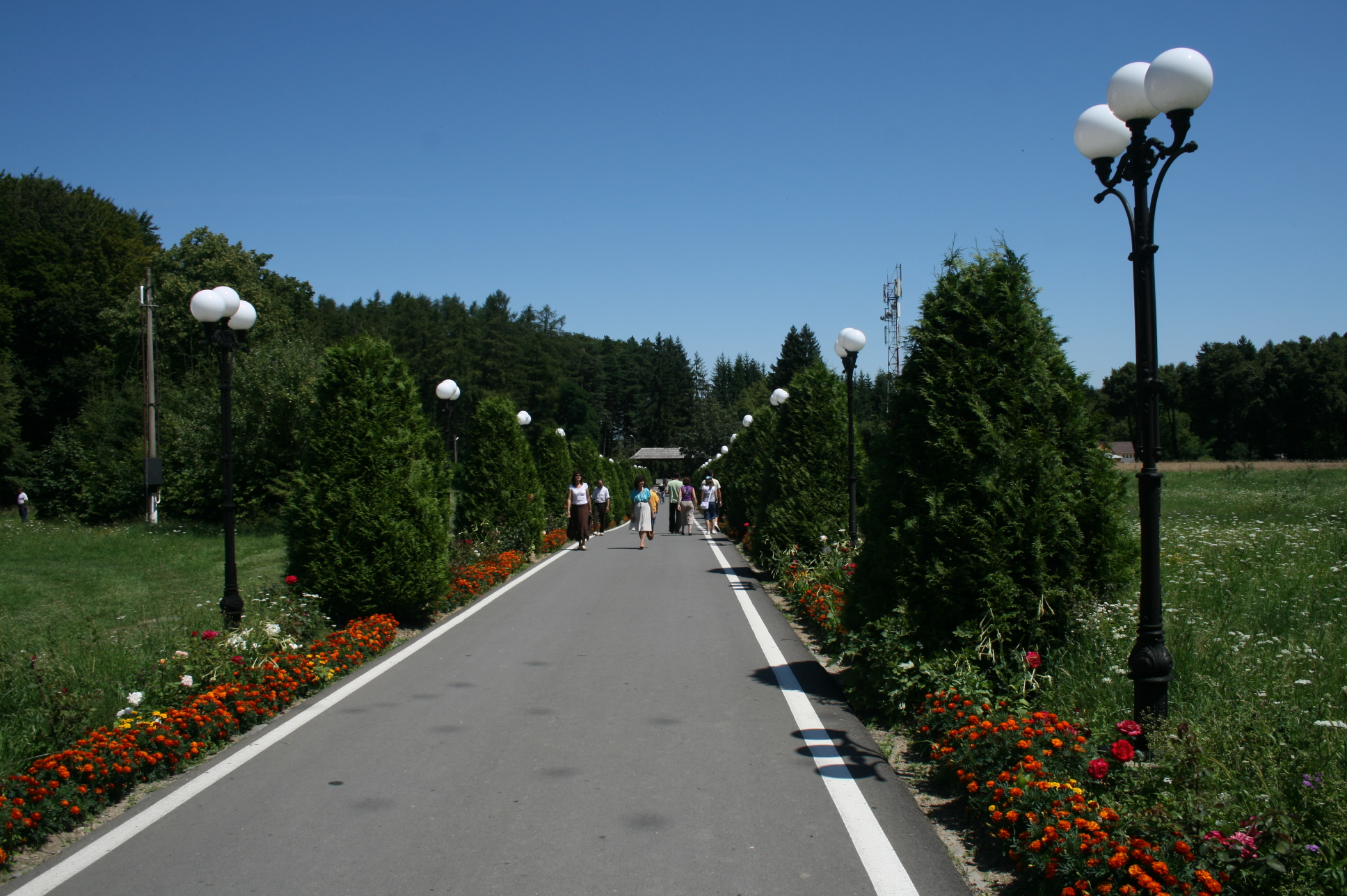
Alee din Mănăstirea Brâncoveanu, Sâmbăta de Sus